# Tupaciguara
Tupaciguara este un oraș în Minas Gerais (MG), Brazilia.